# Trois-Villes
Trois-Villes ist eine französische Gemeinde mit 141 Einwohnern (Stand 1. Januar 2022) im Département Pyrénées-Atlantiques in der Region Nouvelle-Aquitaine (vor 2016: Aquitanien). Die Gemeinde gehört zum Arrondissement Oloron-Sainte-Marie und zum Kanton Montagne Basque (bis 2015: Kanton Tardets-Sorholus).
Der Name in der baskischen Sprache lautet Iruri. Die Einwohner werden entsprechend Iruritar genannt. Er ist eine Ableitung des baskischen Worts Iri (deutsch Villa).

## Geographie
Trois-Villes liegt ca. 25 km westlich von Oloron-Sainte-Marie im Landstrich der Hoch-Soule der historischen Provinz Soule im französischen Teil des Baskenlands.
Zu Trois-Villes gehören neben der Hauptsiedlung auch die Weiler Eiheraltea oder Eyheraltea, Gañeko hiria, Gatieta, Intxauspealtea oder Peko elgea, Inchauspe, Paxerregia, Peko hiria und Okhinabarre.
Umgeben wird Trois-Villes von den Nachbargemeinden:
|              | Sauguis-Saint-Étienne                       | Barcus           |
| Ossas-Suhare | Kompassrose, die auf Nachbargemeinden zeigt | Tardets-Sorholus |
|              | Alos-Sibas-Abense                           |                  |

Die höchste Erhebung im Gebiet der Gemeinde ist an der Kapelle la Madeleine (794 m).
Trois-Villes liegt im Einzugsgebiet des Flusses Adour.
Der Saison, ein Nebenfluss des Gave d’Oloron, durchquert das Gebiet der Gemeinde zusammen mit seinen Zuflüssen, die in Trois-Villes entspringen:
- der Ruisseau de Laritolle,
- der Charoko Erreka und sein Nebenfluss,
  - der Okhinabarre Erreka, und
- der Ibarra Erreka und sein Nebenfluss,

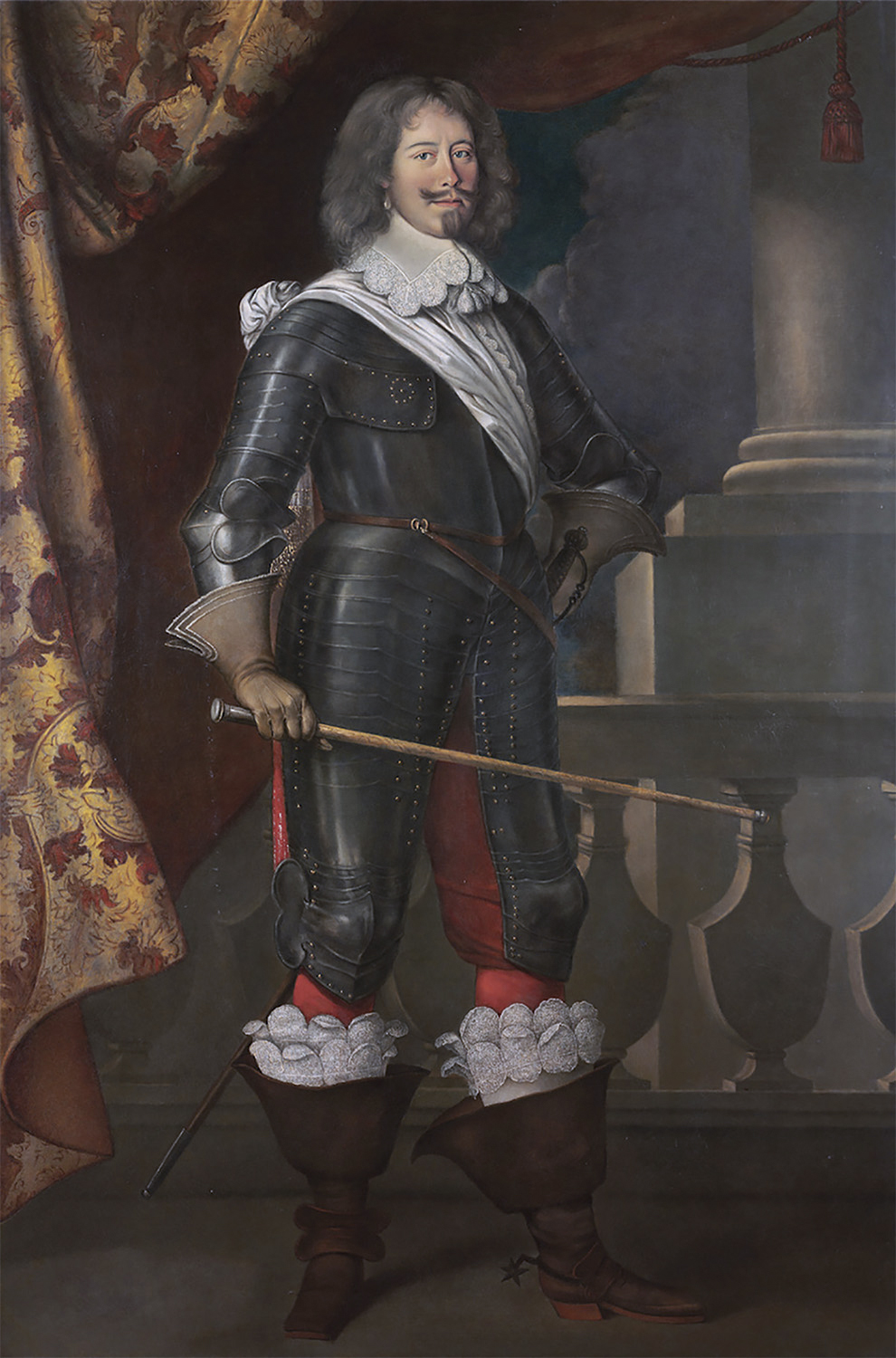
Jean-Armand du Peyrer auf einem Porträt der Brüder Le Nain aus dem Jahre 1644

  - der Ihixart Erreka.[4]

## Geschichte
Spuren eines fünfeckigen gallischen Ringwalls sind heute noch auf dem Gemeindegebiet sichtbar. Eine Besiedelung in gallorömischer Zeit erscheint durch den Namen der Gemeinde plausibel. Das Dorf entwickelte sich aus der Verbindung dreier Landgüter, die im Mittelalter mehrere Adelshäuser umfassten. Diese drei villas gaben der Pfarrgemeinde, später der Gemeinde ihren Namen. Eine befand sich rund um den domec, dem Haus einer der zehn Justizbeamten am Hof in Licharre, eine rund um die frühere Kirche und dem Adelshaus Etxegapare oder Casamayor, dessen bekanntester Eigentümer Jean-Armand du Peyrer, der Comte de Tréville, war, dessen Vater es 1607 erstand. Er wurde von den Brüdern Le Nain und Alexandre Dumas in seinem Roman „Die drei Musketiere“ als Hauptmann der Musketiere französischen Königs verewigt. Die dritte Keimzelle der Gemeinde könnte das Landgut des „freien“ Hauses Berroeta oder Berraute sein.
Toponyme und Erwähnungen von Trois-Villes waren:
- Trium Villarum (1120),
- Tres Vieles (1327),
- Tres Vielles (1337),
- Tres-Bielles (1475, Verträge von Ohix, Notar der Soule, Blatt 21),
- Tres Bieles (1690),
- Troisville (1750, Karte von Cassini),
- Troivilles (1793, Notice Communale),
- Trois-Villes (1801, Bulletin des lois) und
- Troisvilles (1863, Dictionnaire topographique du département des Basses-Pyrénées).[5][6][7][8]

### Einwohnerentwicklung
Nach Höchstständen der Einwohnerzahl von rund 380 in der ersten Hälfte des 19. Jahrhunderts und rund 390 in der Zählung von 1872 reduzierte sich die Zahl bei kurzzeitigen Erholungsphasen bis in jüngster Zeit auf rund 140.
| Jahr      | 1962 | 1968 | 1975 | 1982 | 1990 | 1999 | 2006 | 2009 | 2022 |
| --------- | ---- | ---- | ---- | ---- | ---- | ---- | ---- | ---- | ---- |
| Einwohner | 167  | 160  | 167  | 145  | 151  | 148  | 134  | 127  | 141  |

## Sehenswürdigkeiten

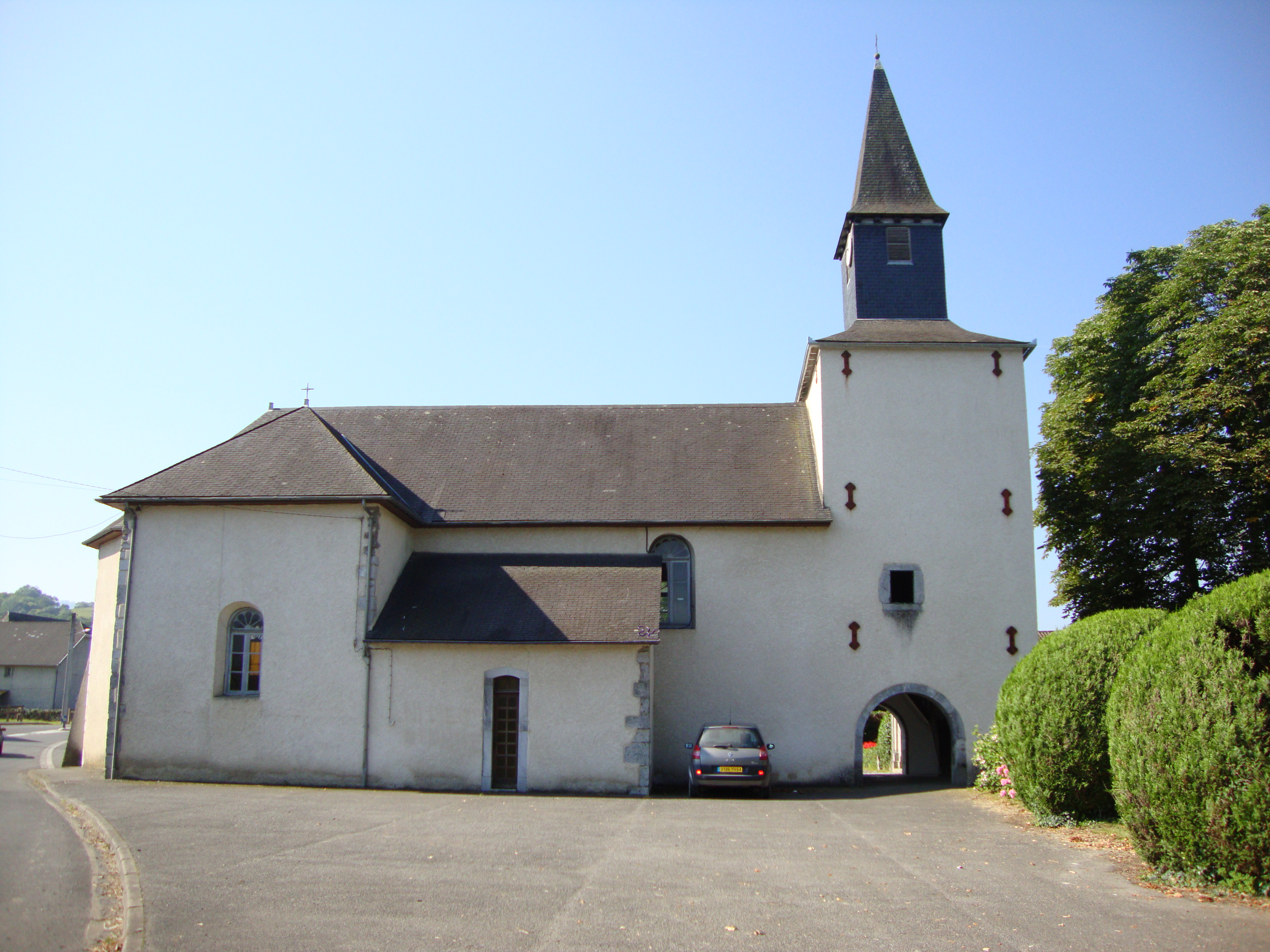
Pfarrkirche Saint-Jean-Baptiste

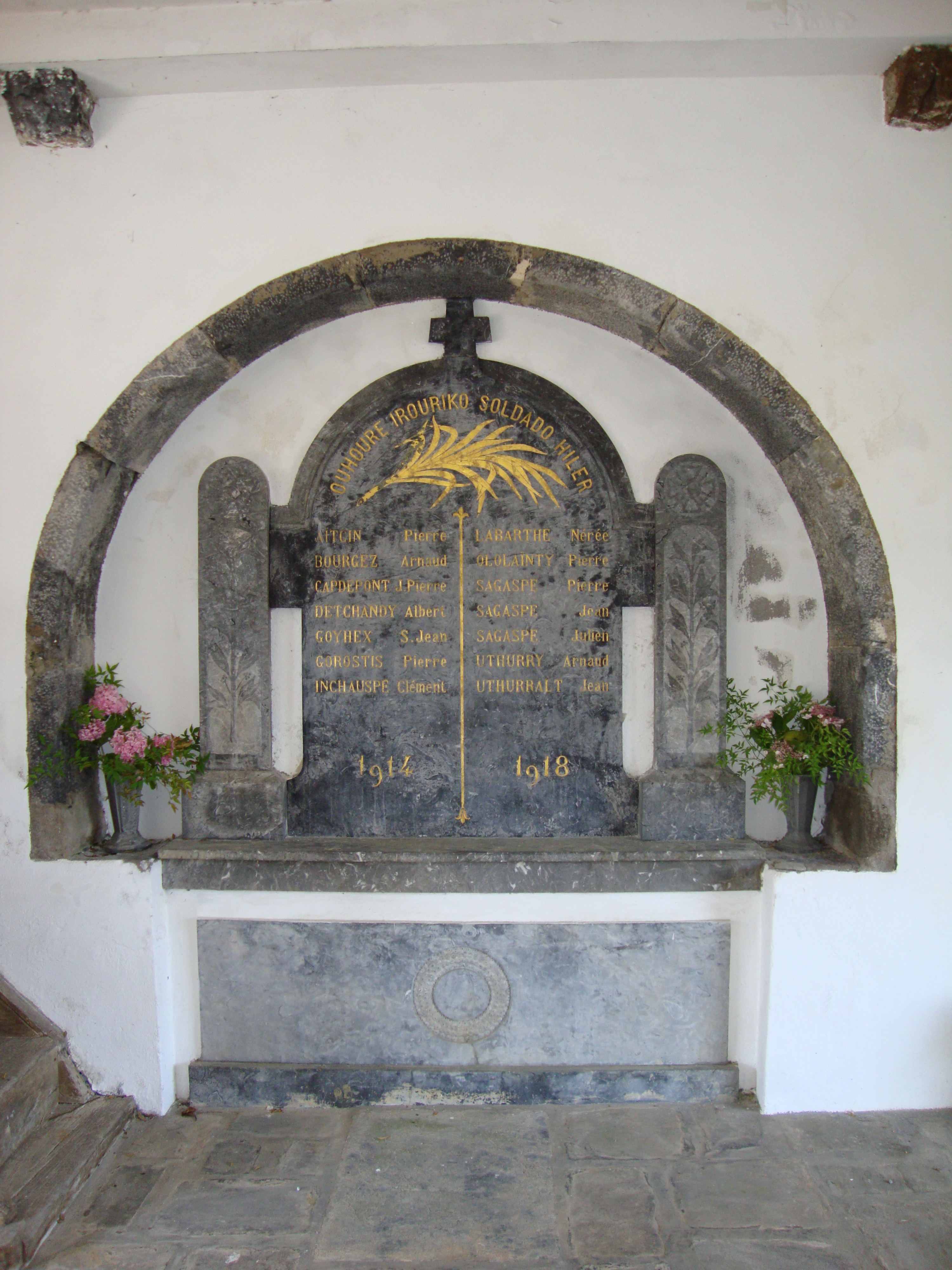
Ehrenmal für die Gefallenen im Ersten Weltkrieg

- Pfarrkirche, geweiht Johannes dem Täufer. Die heutige Kirche wurde im 18. Jahrhundert errichtet. Sie besitzt eine Seitenkapelle und einen viereckigen Glockenturm mit einem polygonalen Dachreiter.[11] Jean-Armand du Peyrer ist in der Kirche gemäß der baskischen Tradition begraben. Bedeutende Persönlichkeiten wie er erhielten eine individuelle Grabstätte. Seine Grabplatte auf dem Boden des Innenraums ist bedeckt von Inschriften ausschließlich in baskischer Sprache.[12] Der Eingangsvorbau birgt eine weitere Grabplatte, die aus dem Jahr 1685 datiert. Dieses Grab ist ein Sammelgrab, seine Grabplatte ist ebenfalls von Inschriften in baskischer Sprache bedeckt. 1786 setzte der Bischof von Bayonne dieser traditionellen Grablegung ein Ende und ordnete die Bestattung außerhalb von Kirchen an.[13] Im Chor fällt der Blick auf ein Gemälde, das den gekreuzigten Christus zeigt. Davor befindet sich der Altar mit seinem Retabel aus dem 18. Jahrhundert. Dieser ist aus vergoldetem Holz gearbeitet und besitzt die Form einer Pyramide mit zwei Ebenen. Er wird durch Schlangensäulen strukturiert, und Voluten schmücken seine äußeren Enden. Er ist mit zahlreichen Statuetten, Flachreliefs, Pflanzenmotiven und Cherubinenköpfen ausgearbeitet. In der Mitte befindet sich eine Madonna mit Jesuskind, eines der häufigsten Motive der christlichen Ikonografie. Der Tabernakel ist in das Retabel integriert und aus dem gleichen Holz geschaffen. Das Relief auf seiner Tür illustriert die Szene Christus in der Rast, in der Christus aufrecht mit gefesselten Händen steht und auf seine Kreuzigung wartet.[14][15] Ein Pult aus Holz, das im Laufe des 18. Jahrhunderts entstanden ist, markiert den Platz des Redners oder Sängers im Chor. Die Ablage für den Text oder die Noten ruht auf einer gedrehten Säule, die durch einen viereckigen Sockel erhöht wird.[16] Das Taufbecken ist in einem sehr nüchternen Stil gehalten. Es besteht aus einem viereckigen Fuß und einem einfachen, runden Becken aus Marmor und ohne jegliche Verzierungen. Das Taufbecken wird durch einen polygonalen Deckel aus Holz mit einem Kreuz an seiner Spitze geschlossen gehalten.[17] In einer Nische im Eingangsvorbau befindet sich ein Ehrenmal zum Gedenken der im Ersten Weltkrieg gefallenen Bewohner der Gemeinde. Es besteht aus einer großen Marmortafel, die nach oben mit einem Kreuz abschließt und auf der die Namen der 14 Gefallenen aufgeführt sind. Darüber ist eine Inschrift in baskischer Sprache eingraviert. Zwei Säulen, die mit Lorbeerzweigen verziert sind, bilden einen Rahmen.[18]

Baskische Grabmäler
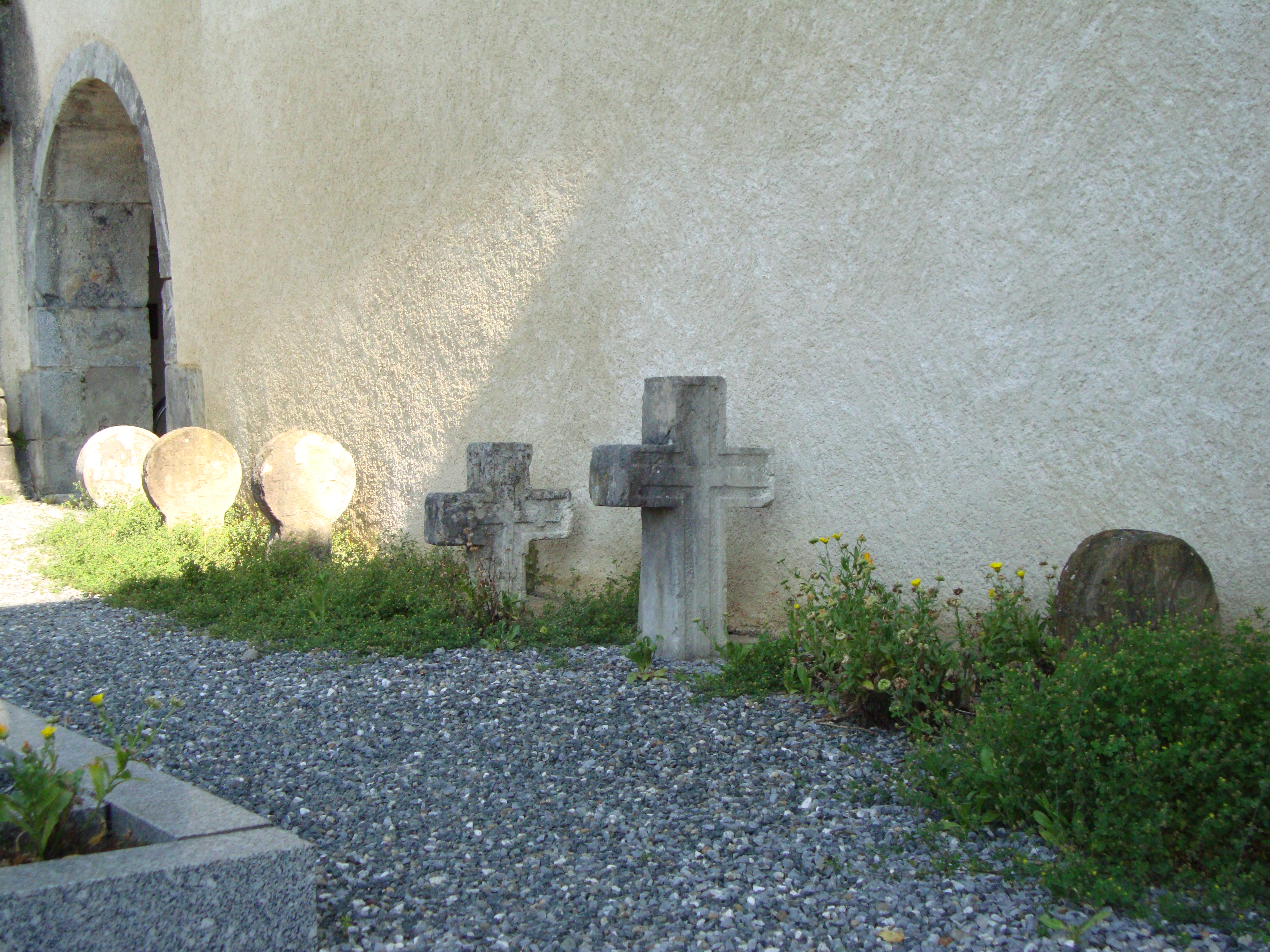
Kreuze und scheibenförmige Grabstelen an der Wand der Pfarrkirche
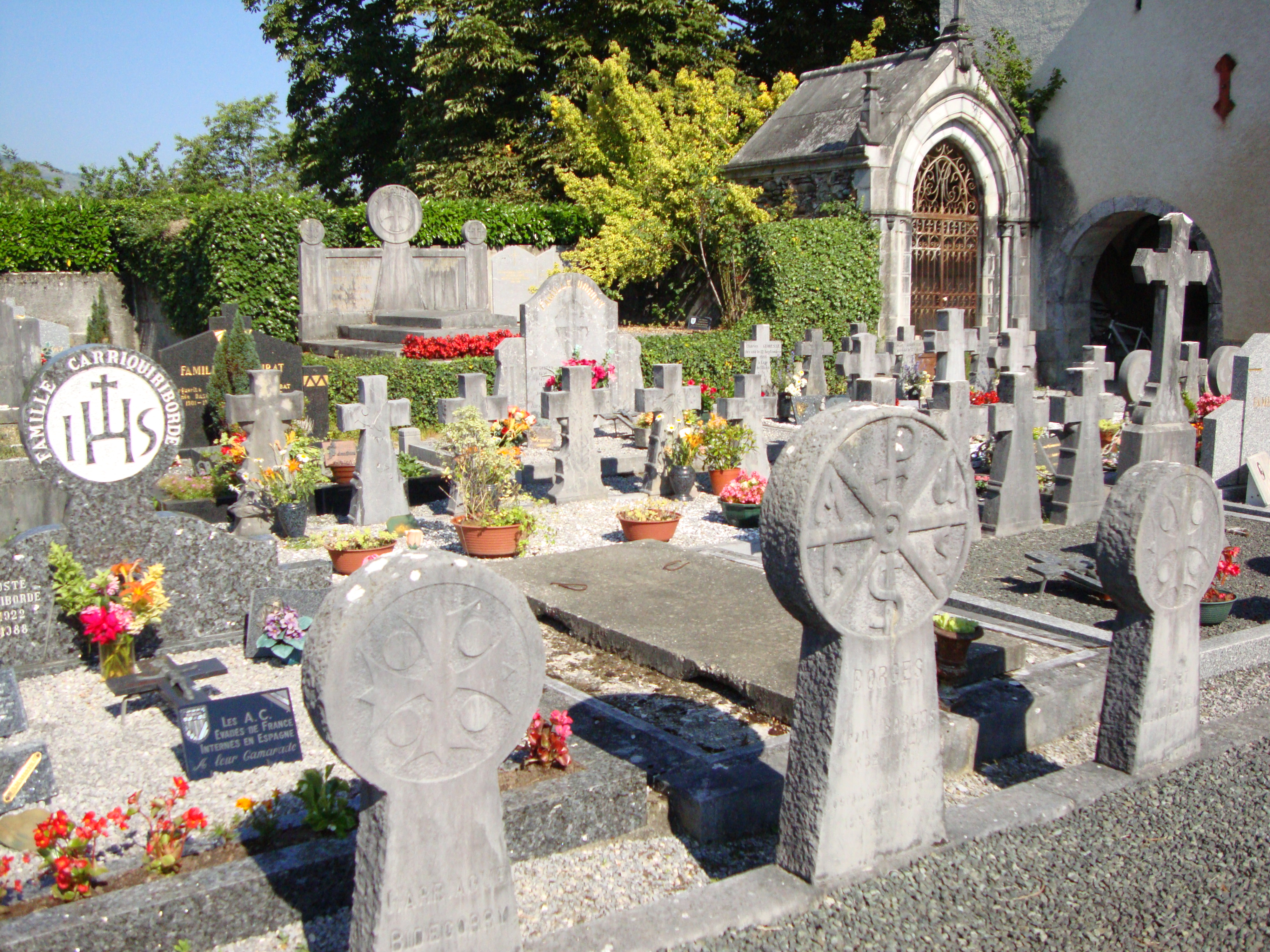
Kreuze und scheibenförmige Grabstelen auf dem Friedhof von Trois-Villes

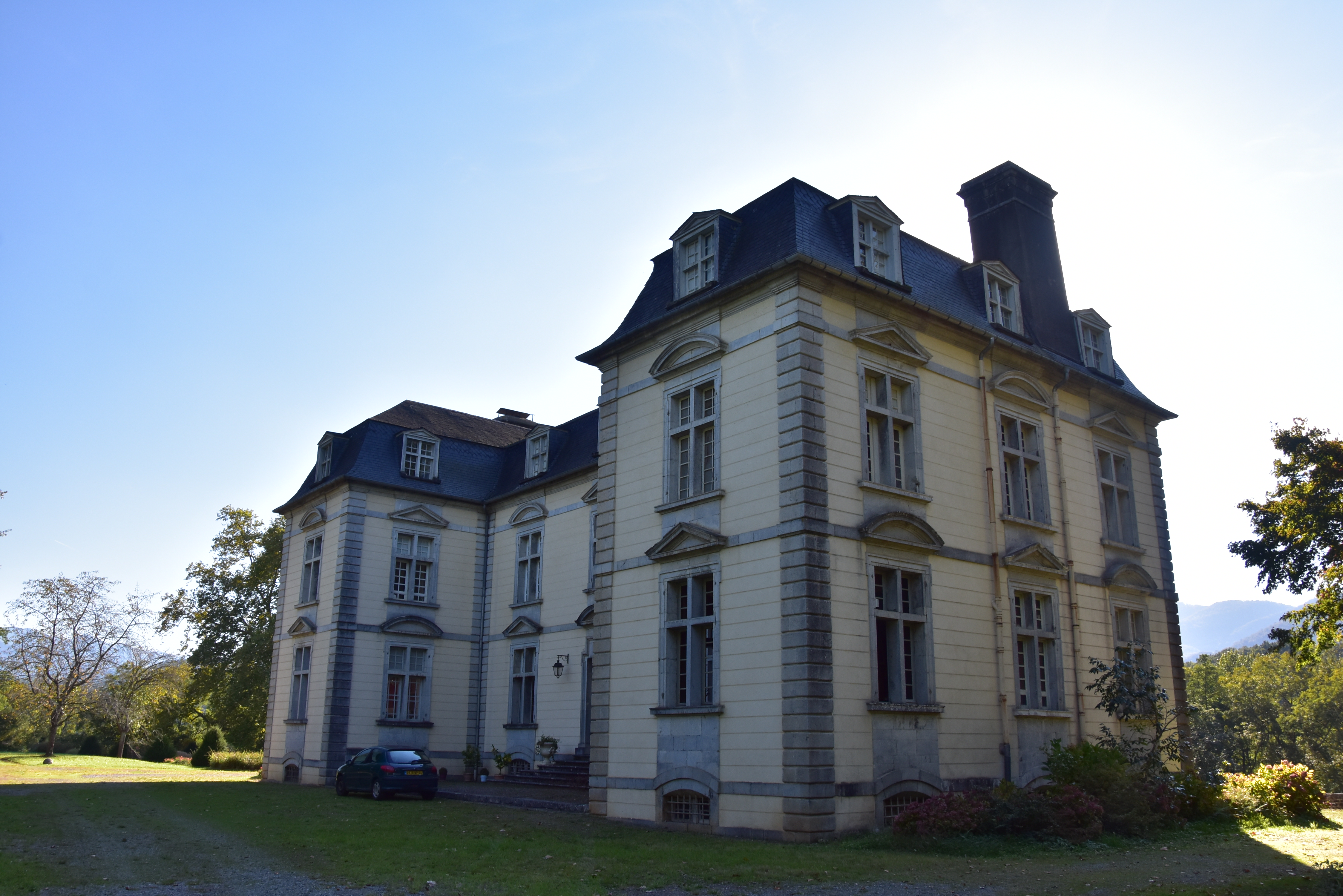
Schloss Eliçabéa

- Schloss Eliçabéa. Jean-Armand du Peyrer ließ es zwischen 1660 und 1663 nach Plänen errichten, die zuweilen François Mansart zugeschrieben werden. Die Fassaden zeigen zumeist langgestreckte Kreuzstockfenster mit Einfassungen aus grauem Marmor, deren Giebel zwischen einer dreieckigen und einer halbrunden Form alternieren. Die Form des mit Schiefer gedeckten Daches wird Mansarddach genannt nach dem Erfinder dieser Dachform. An der Ostfassade ist der Hauptflügel zurückgesetzt zwischen zwei seitlichen, vorspringenden Pavillons. Vor der Südfassade erstreckt sich ein Barockgarten, dessen sehr geordneten Parterres die rationelle Ästhetik des Gebäudes widerspiegelt. Im Empfangszimmer im Inneren befand sich bis zum 20. Jahrhundert über dem Kamin ein Porträt von Jean-Armand du Peyrer, gemalt von den Brüdern Le Nain. 1708 gelangte das Schloss über eine Erbschaft in die Hände der Familie des Marquis de Monein, die es bis zum Beginn des 20. Jahrhunderts behielten. Am 12. Juli 2012 wurde das Schloss als Monument historique klassifiziert. Es ist an bestimmten Tagen von April bis September zu besichtigen.[19][20]

## Wirtschaft und Infrastruktur

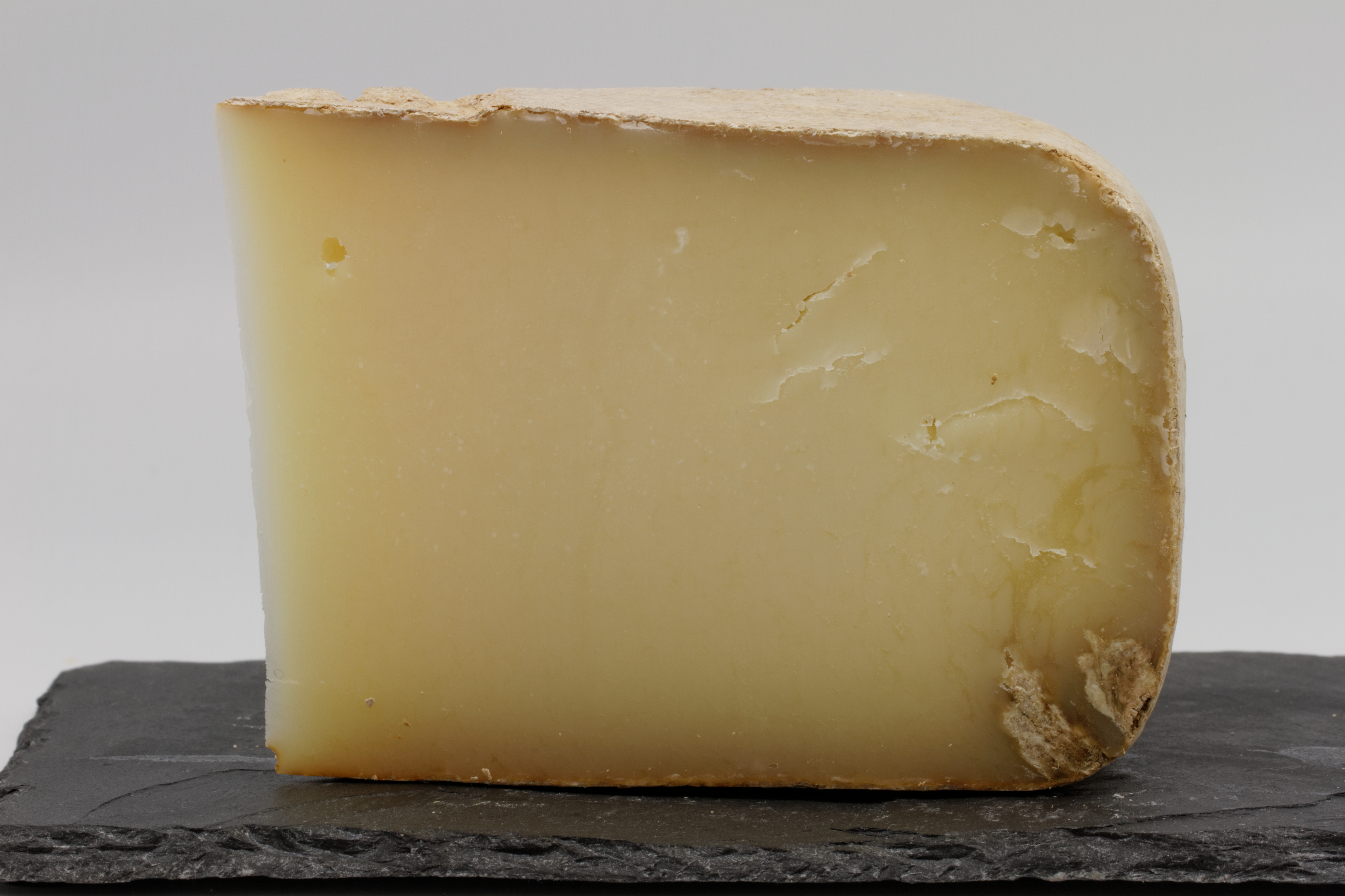
Ossau-Iraty

Die Landwirtschaft ist traditionell einer der wichtigsten Wirtschaftsfaktoren der Gemeinde, die verstärkt auch auf den Tourismus setzt.
Trois-Villes liegt in den Zonen AOC des Ossau-Iraty, eines traditionell hergestellten Schnittkäses aus Schafmilch, sowie der Schweinerasse und des Schinkens „Kintoa“.

### Sport und Freizeit
Ein mittelschwerer Wanderweg mit einer Länge von 12 km und einem Höhenunterschied von 580 m führt vom Zentrum der Gemeinde zur Kapelle La Madeleine im Gebiet der Nachbargemeinde Tardets-Sorholus.

### Verkehr
Trois-Villes wird durchquert von der Route départementale 918 (ehemalige Route nationale 618) und ist über eine Linie des Busnetzes Transports 64 mit anderen Gemeinden des Départements verbunden.

## Persönlichkeiten
- Jean-Armand du Peyrer, Comte de Tréville, geboren im Jahre 1598 in Oloron-Sainte-Marie, gestorben am 8. Mai 1672 in Trois-Villes.

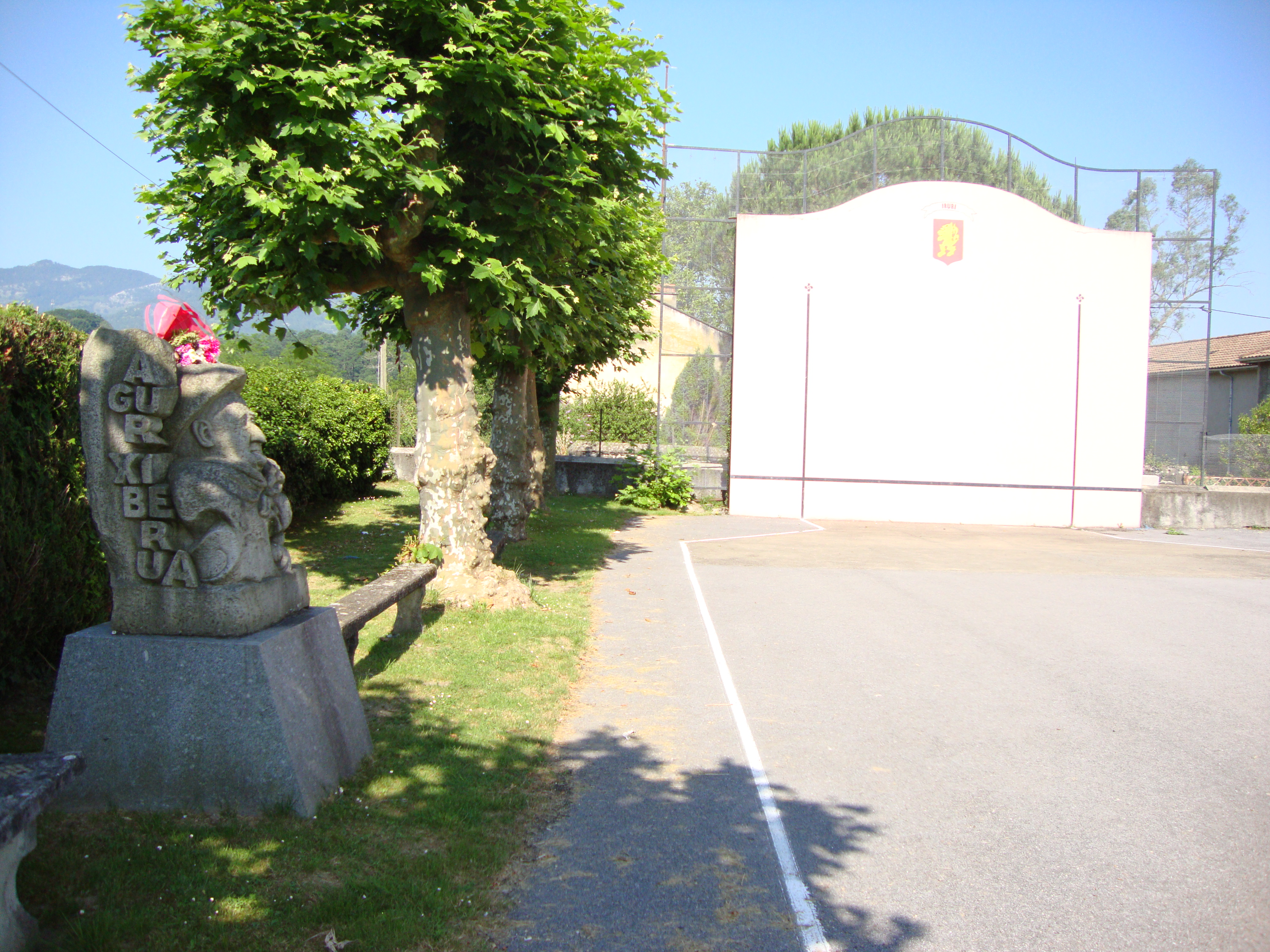
Frontón mit der Statue von Pierre Bordaçarre

- Pierre Bordaçarre, geboren am 28. Mai 1908 in Trois-Villes, gestorben am 1. September 1979 in Pau, war Schriftsteller, Bertsolari, Pastoralier, Musiker und Mitglied der Königlichen Akademie der Baskischen Sprache. Ein Bertsolari (deutsch Dichter) ist ein Sänger von Versen in baskischer Sprache, der vor Publikum improvisiert. Die Pastorale ist eine Form des traditionellen Theaters in baskischer Sprache mit Musik und Tanz, die besonders in der Soule verbreitet ist und zum immateriellen Kulturerbe Frankreichs zählt. Mit kaum 20 Jahren hat Pierre Bordaçarre seine ersten Lieder komponiert. Der Landwirt erhielt seine Inspiration auf den Feldern, auf die er arbeitete oder während der Aufsicht seiner Tiere. Die Pastorale schien bereits veraltet, erhielt durch Pierre Bordaçarre aber einen neuen Schwung. Er starb unerwartet nach einer chirurgischen Operation. Eine Statue befindet sich heute am Frontón der Gemeinde.[24]